# Raimund Hörmann
Raimund Hörmann (født 27. maj 1957 i Ulm, Vesttyskland) er en tysk tidligere roer og olympisk guldvinder.
Hörmann roede dobbeltfirer i Ulmer RC Donau og udgjorde sammen med Albert Hedderich, Dieter Wiedenmann og Michael Dürsch en succesrig vesttysk besætning i slutningen af 1970'erne og første halvdel af 1980'erne. I denne periode vandt de en række medaljer ved internationale mesterskaber, idet de begyndelsen måtte se østtyskerne tage sig af topplaceringerne. Det gjaldt således i 1978, hvor Hörmann og hans båd vandt VM-bronze, i 1979, hvor de vandt VM-sølv, og i 1982, hvor de igen vandt sølv. I 1983 brød de imidlertid den østtyske dominans og blev verdensmestre, mens østtyskerne blev henvist til andenpladsen.
Ved OL 1984 i Los Angeles boykottede DDR sammen med andre østblok-lande legene, og derfor var den vesttyske båd storfavorit til guldet. De vandt da også deres indledende heat, men den australske båd vandt det andet heat i en tid ikke langt efter vesttyskernes. Finalen blev en tæt kamp mellem de to nationer, hvor australierne pressede vesttyskerne til det yderste, men Hörmann og resten af besætningen sikrede sig guldet med et forspring til australierne på andenpladsen på 0,43 sekund, mens Canada fik bronze mere end et sekund efter australierne.
Hörmann blev tysk mester i dobbeltfireren hvert år i perioden 1977-1985.
Af profession var Hörmann slagter og havde sin egen forretning frem til 2016. Han var formand for slagterlauget i Ulm, og han organiserede i 2016 et forsøg på at sætte verdensrekord i længste leverpølse (med succes). Hans søn, der også hed Raimund, blev som sin far eliteroer.

## OL-medaljer
- 1984:  Guld i dobbeltfirer